# 月 (恆星)
金牛座37，又名BD+21 585，HD 25604、SAO 76430、HR 1256，是金牛座的一颗恒星，视星等为4.36，位于銀經171.28，銀緯-22.15，其B1900.0坐标为赤經3h 58m 46.8s，赤緯+21° -22.15′ 32″。